# AEW The First Dance
AEW The First Dance fue un especial de televisión que se transmitió en vivo el 20 de agosto de 2021 por el canal televisivo estadounidense TNT como un episodio de Rampage y producido por All Elite Wrestling desde el United Center en Chicago, Illinois. Este fue el segundo episodio de Rampage, que se estrenó la semana anterior el 13 de agosto.
El evento fue el evento con mayor asistencia de AEW desde el inicio de la compañía en 2019. Marcó el muy esperado regreso de CM Punk a la lucha libre profesional, quien no había luchado desde el pago por evento Royal Rumble de la WWE en enero de 2014. Antes del evento, se había especulado mucho que Punk debutaría para AEW en The First Dance.

## Producción
Rampage es el segundo programa de televisión semanal de All Elite Wrestling (AEW) que comenzará a transmitirse el 13 de agosto de 2021 en TNT. Durante el episodio de Dynamite: Fight for the Fallen el 28 de julio, el presidente y director ejecutivo de AEW, Tony Khan, anunció que el episodio del 20 de agosto de Rampage, el segundo episodio del programa, sería un episodio especial titulado "The First Dance" y se llevaría a cabo en el United Center en Chicago, Illinois.

## Resultados
- Jurassic Express (Jungle Boy & Luchasaurus) (con Marko Stunt) derrotaron a Private Party (Isiah Kassidy & Marq Quen) (con Matt Hardy) y avanzaron a la final del torneo eliminatorio por el Campeonato Mundial en Parejas de AEW.
  - Jungle Boy cubrió a Quen después de un «Thorassic Express».
  - Durante de la lucha, Hardy interfirió a favor de Private Party, mientras que Stunt interfirió a favor de Jurassic Express.
- Jade Cargill (con Mark Sterling) derrotó a Kiera Hogan.
  - Cargill cubrió a Hogan después de un «Jaded».
- Jon Moxley (con Eddie Kingston) derrotó a Daniel García (con Matt Lee & Jeff Parker).
  - Moxley forzó a García a rendirse con un «Bulldog Choke».
  - Después de la lucha, 2.0 & García atacaron a Moxley & Kingston, pero fueron detenidos por Darby Allin & Sting.